# Naglarby
Naglarby är en ort i Gustafs socken i Säters kommun. Bebyggelsen utgjorde före 1995 en egen tätort för att då växa samman med den i Enbacka. Den gemensamma tätorten benämndes till 2015 Naglarby och Enbacka och därefter Enbacka och Mora. 2018 återuppstod Naglarby som en separat tätort namnsatt till Naglarby, Lisselhaga och Storhaga för att 2023 åter klassas som en del av Enbacka.

## Historia
I Naglarby inträffade 1929 det så kallade Naglarbymordet. Händelsen och den efterföljande mordutredningen blev mycket uppmärksammade och omskrivna i den svenska rikspressen. Den stora uppmärksamheten och förväntningarna på en lösning anses i efterhand ha försvårat utredningen. Flera gripanden skedde, men de misstänkta fick släppas i brist på bevisning. Något motiv för mordet stod inte att finna och fallet förblev ouppklarat.

## Befolkningsutveckling
| Befolkningsutvecklingen i Naglarby/Naglarby, Lisselhaga och Storhaga 1960–2020 | Befolkningsutvecklingen i Naglarby/Naglarby, Lisselhaga och Storhaga 1960–2020 | Befolkningsutvecklingen i Naglarby/Naglarby, Lisselhaga och Storhaga 1960–2020 | Befolkningsutvecklingen i Naglarby/Naglarby, Lisselhaga och Storhaga 1960–2020 | Befolkningsutvecklingen i Naglarby/Naglarby, Lisselhaga och Storhaga 1960–2020 |
| ------------------------------------------------------------------------------ | ------------------------------------------------------------------------------ | ------------------------------------------------------------------------------ | ------------------------------------------------------------------------------ | ------------------------------------------------------------------------------ |
|                                                                                |                                                                                |                                                                                |                                                                                |                                                                                |
| År                                                                             |                                                                                |                                                                                | Folkmängd                                                                      | Areal (ha)                                                                     |
| 1960                                                                           | 1960                                                                           |                                                                                | 251                                                                            |                                                                                |
| 1965                                                                           | 1965                                                                           |                                                                                | 265                                                                            |                                                                                |
| 1970                                                                           | 1970                                                                           |                                                                                | 254                                                                            |                                                                                |
| 1975                                                                           | 1975                                                                           |                                                                                | 216                                                                            |                                                                                |
| 1980                                                                           | 1980                                                                           |                                                                                | 231                                                                            |                                                                                |
| 1990                                                                           | 1990                                                                           |                                                                                | 202                                                                            |                                                                                |
| 2020                                                                           | 2020                                                                           |                                                                                | 355                                                                            | 82                                                                             |
| Anm.: Sammanvuxen med Enbacka 1995. Egen tätort 2018                           |                                                                                |                                                                                |                                                                                |                                                                                |